# Soldatenhilfswerk der Bundeswehr

Logo des Soldatenhilfswerk der Bundeswehr

Das Soldatenhilfswerk der Bundeswehr e.V. (SHWBw) wurde am 18. Oktober 1957 als Konsequenz aus dem Iller-Unglück gegründet.
Beim Iller-Unglück am 3. Juni 1957 waren 15 Rekruten beim Versuch, die 50 Meter breite Iller bei Hirschdorf (Kempten (Allgäu)) zu überqueren, vom reißenden Fluss abgetrieben worden und ertrunken. Der letzte Leichnam wurde erst 16 Tage später am 19. Juni gefunden.
Das Luftlandejägerbataillon 19 in Kempten erhielt anschließend große Spenden aus dem Kameradenkreis der Rekruten und aus der Bevölkerung. Der Divisionsstab bildete eine Kommission, die über Umfang und Verteilung der Gelder an die Angehörigen der Verunglückten entscheiden sollte. Doch es kam zu Verzögerungen bei den Erstattungen für die Beerdigungskosten. Um dem öffentlichen Ärger zu begegnen, gründeten der damalige Generalinspekteur der Bundeswehr, General Adolf Heusinger und der Inspekteur des Heeres, General Hans Röttiger, auf Vorschlag des Pressesprechers des Verteidigungsministeriums, des damaligen Majors Gerd Schmückle, die „Hilfsaktion Iller“ und danach einen allgemeinen Hilfsfonds. Hieraus sollten bei Katastrophen und Unglücksfällen nach dem Motto „Wer schnell hilft, hilft doppelt!“ betroffene Soldaten und deren Familien Zuwendungen erhalten.
Als Nachfolger dieses Hilfsfonds wurde schließlich am 18. Oktober 1957 das „Soldatenhilfswerk der Bundeswehr“ gegründet. Den Vorsitz übernahm der damalige Bundesminister der Verteidigung Franz Josef Strauß. Vorsitzender und Stellvertreter agieren ehrenamtlich, sie werden von drei hauptamtlichen Vorstandsmitgliedern unterstützt. Strauß übergab sein Amt im Sommer 1958 an General Heusinger.
Seit 1995 kooperiert das Soldatenhilfswerk der Bundeswehr e. V. mit dem von Rohdich’schen Legatenfonds.
Bis zum Sommer 2012 war es Tradition, dass der Generalinspekteur der Bundeswehr den Vorsitz innehat. Heute steht das SHW unter der Schirmherrschaft des Generalinspekteurs und seines Stellvertreters. Vorsitzender ist seit 2012 Generalarzt Schoeps.
Seit 1957 konnte das Soldatenhilfswerk in mehr als 34.000 Fällen helfen. Im Jahr 2012 wurden 165 Anträge auf Unterstützung für unverschuldet in Not geratene Soldaten sowie teilweise für deren Angehörige bzw. auch Hinterbliebene gestellt und entschieden. Über 300.000 Euro wurden dafür im Jahr 2012 angewandt.